# Rozdzielna
Rozdzielna (ukr. Роздільна, Rozdilna) – miasto na Ukrainie w obwodzie odeskim, siedziba władz rejonu rozdzielniańskiego, liczy 17 227 mieszkańców (2024). Ośrodek przemysłu spożywczego. Historycznie położone w Jedysanie.
Od 1922 miejscowość leżała w granicach ZSRR. W latach 1941–1944 była pod zarządem Królestwo Rumunii jako część Transnistrii.
Węzeł kolejowy linii Żmerynka – Odessa z linią do Tyraspolu. Znajdują się stacje Rozdzielna I i Rozdilna-Sortuwalna.